# Jonny vom Dahl
Jonny vom Dahl (* 3. November 1995) ist ein deutscher Sänger, Songwriter und Popmusiker aus Marburg. Bekanntheit erlangte er 2016 durch seine Teilnahme an der Castingshow The Voice of Germany. In seinen Liedern verbindet er häufig gesellschaftliche und kirchenkritische Themen mit persönlichen Geschichten. 2024 erschien seine EP Bunte Fahnen, 2025 folgte die gleichnamige Tour.

## Leben
Jonny vom Dahl wuchs als Sohn eines evangelischen Pfarrers auf. Er machte sich zunächst in der christlichen Musikszene einen Namen, in der er auch gesellschaftlich kontroverse Fragen thematisierte. Auf seinen Social-Media-Kanälen, insbesondere auf TikTok und Instagram, veröffentlicht er Beiträge zu religiösen und ethischen Themen, darunter die Haltung der Kirche zu Homosexualität. Teile dieser Inhalte werden im Religionsunterricht genutzt. Die Bild-Zeitung bezeichnete ihn als den „lässigsten Pfarrerssohn Deutschlands“.

## Musikalische Laufbahn
2016 nahm Jonny vom Dahl an der sechsten Staffel von The Voice of Germany teil und erreichte die „Sing Offs“, zunächst im Team von Yvonne Catterfeld und später von Michi und Smudo. 2018 besuchte er den Popkurs an der Hochschule für Musik und Theater Hamburg, wo er seine Songwriting-Fähigkeiten weiterentwickelte.
2020 veröffentlichte er gemeinsam mit den Produzenten Peter Hoffmann und Jonas Schumann sein Debütalbum Sommerstadtgeflüster mit seinem Musiklabel Zentrum für Gute Musik und Sony Music Entertainment. Aufgrund der COVID-19-Pandemie blieben größere Live-Auftritte zunächst aus. Ab 2022 arbeitete er mit dem Produzenten Mark Smith und Manager Jochen Schuster zusammen und veröffentlichte mehrere Singles. Darunter den Song #andersalsdudenkst zum 111-jährigen Jubiläum des Deutschen Jugendherbergswerks.
Im August 2024 erschien die EP Bunte Fahnen, die Themen wie Toleranz, Glaube und gesellschaftlichen Zusammenhalt aufgreift. Anfang 2025 ging Jonny vom Dahl mit dem Material auf Bunte Fahnen-Tour. Er war Teil des Deutschen Evangelischen Kirchentags 2025. Von Oktober 2025 bis Februar 2026 wird er auf die Bunte Fahnen-Tour 2025 gehen.

## Stil und Themen
Jonny vom Dahl verarbeitet in seiner Musik sowohl persönliche Erfahrungen als auch gesellschaftspolitische Fragestellungen. Seine Texte thematisieren unter anderem den christlichen Glauben, soziale Verantwortung und kirchliche Reformen. Die Single „Mein Herz“ wurde durch die Geburt seiner Tochter inspiriert.

## Diskografie

### Alben und EPs
- Sommerstadtgeflüster (2020, ZfGM[7], SME[8])[17]
- Schwarzweiß zu bunt (EP, 2023, MDS)[18][19]
- Ich will alles (EP, 2023, MDS)[20][19]
- Bunte Fahnen (EP, 2024, MDS)[21]
- Bunte Fahnen (2025, Jonny von Dahl)[22]

### Singles
- Still (2018)[17]
- Alles auf Anfang (2020)[17]
- Ich brauch dich (2020)[17]
- Frühling an der Nordseeküste (2020)[17]
- Homerun (2022)[17]
- Frische Luft (2022)[17]
- Superheld (2022)[17]
- Verliebt in ihn (2023)[17]
- Immer weiter (2023)[17]
- Cadillac (2023)
- Schwarzweiß (2023)
- Tut mir leid (2024)[17]
- Letzte Reise (2024)[17]
- Bunte Fahnen (2024)[23][17]
- Immer mehr wie du (2024)[17]
- Mein Herz (2024)[17]
- Ein bisschen Liebe (2025)[17]